# شمس‌الدین شهرزوری
شمس الدین محمد بن محمود شهرزوری (گاهی به اشتباه شهروزی نوشته می‌شود)، منطق دان، فیلسوف، مورخ فلسفه و دانشمند  کُرد در قرن هفتم است. او اولین شرح را بر حکمت‌الاشراق سهروردی نوشت.
وی افزون بر شرح بخش منطق حکمه الاشراق، در رساله دوم از رسائل الشجره الاهیه فی علوم الحقایق الربانیه از منطق بحث کرده‌است، که شاید بتوان گفت نخستین کتاب مفصل در علم منطق در قرن هفتم پس از اساس الاقتباس محقق طوسی باشد. او در این کتاب همه مباحث صناعات خمس را، که تقریباً در میان متأخران به فراموشی سپرده شده بود، مطرح و بررسی کرده‌است.

## آراء منطقی
1. شهرزوری در تعریف، قول متأخران را در باب تساوی بین معرَّف و معرِّف پذیرفته‌است و از این روی، از نظر او تعریف به اعم و اخص جایز نیست.[۳]
2. او تحت تأثیر منطق المطارحات شیخ اشراق، با تقسیم تعریف به حقیقی و اسمی، تعریف اسمی را برای مسما به واسطه اجزاء مفهومی آن در علوم نافع می‌داند و تعریف حقیقی را دشوار می‌انگارد.[۴]
3. وی تقسیم قضیه به حقیقیه و خارجیه را مطرح می‌کند و موضوع قضایای حقیقیه را افراد ممکن محقق و مقدر و افراد ممتنع مقدر قرار می‌دهد و در کنار این دو به قضایای ذهنیه که افرادشان ممتنع هستند اشاره می‌کند و خود آن را نمی‌پذیرد.[۵]
4. شهرزوری رأی شیخ اشراق را مبنی بر عدم تمایز بین موجبه معدولة المحمول و سالبه محصله می‌پذیرد؛ چرا که از نظر شیخ اشراق در سالبه به دلیل عقد الوضع وجود موضوع ضروری است.[۶]
5. او در انتاج شکل اول و سوم شرط فعلیت صغرا را مانند متأخران پذیرفته‌است.[۷]

## دیدگاه‌های دیگران
- محمدعلی سلطانی از شمس‌الدین شهرزوری به عنوان بزرگترین شارح فلسفۀ شهاب‌الدین سهروردی نام می‌برد و معتقد است که فلسفۀ عرفانی سهروردی درواقع فلسفۀ رایج در میان کُردها در سده‌های گذشته بوده و از این رو آن را فلسفه‌ای کُردی می‌داند.[۸][۹] بنابر سفرنامۀ ژان اوتر سفیر فرانسه در دربار نادر و نیز سفرنامۀ جیمز کلودیوس ریچ در ۱۸۲۱ بیشتر سکنۀ شهرزور کُردهای گوران بوده‌اند.[نیازمند منبع]